# Ironbottom Sound

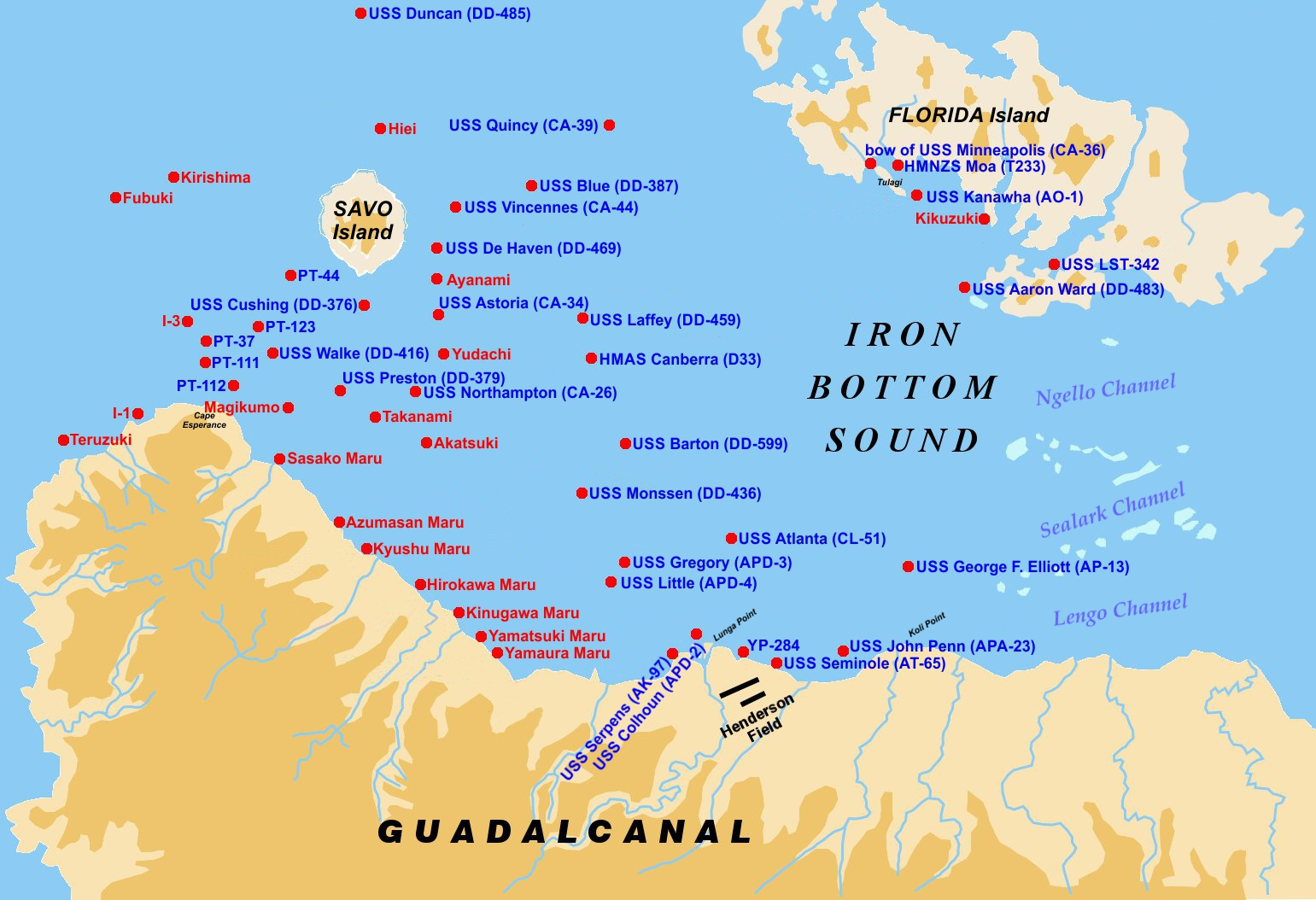
Scheepswrakken in de Ironbottom Sound

De Ironbottom Sound is de naam gegeven door de United States Navy aan het gebied tussen Guadalcanal, Savo en de Florida-eilanden in de Salomonseilanden. De naam slaat op het zeer grote aantal scheeps- en vliegtuigwrakken in het gebied na de Slag om Guadalcanal (1942-1943) in de Tweede Wereldoorlog.
Het gebied staat tegenwoordig bekend als een populaire bestemming voor sportduikers. Naar veel van de wrakken in de Ironbottom Sound is te duiken, enkele zelfs vanaf de kust.

## Veld- en zeeslagen
- Zeeslag bij het eiland Savo, 9 augustus 1942
- Slag om kaap Esperance, 11-12 oktober 1942
- Slag om Guadalcanal, 13-15 november 1942
- Slag om Tassafaronga, 30 november 1942

## Scheepswrakken
- Aaron Ward (Amerikaanse Gleaves-klasse torpedojager)
- Atlanta (Amerikaanse Atlanta-klasse luchtafweer kruiser)
- Ayanami (Japanse Fubuki-klasse torpedojager)
- Barton (Amerikaanse Benson-klasse torpedojager)
- Canberra (Australisch Kent-klasse kruiser)
- Cushing (Amerikaanse Mahan-klasse torpedojager)
- De Haven (Amerikaanse Fletcher-klasse torpedojager)
- Hirokawa Maru (Japans militair transportschip)
- John Penn (Amerikaans aanval/transportschip)
- Kanawha (Amerikaanse Kanawha/Cuyama klasse olietanker)
- Kinugawa Maru (Japans militair transportschip)
- Kirishima (Japanse Kongo-klasse slagschip)
- Kyushu Maru (Japans militair transportschip)
- Laffey (Amerikaanse Benson-klasse torpedojager)
- Moa (Nieuw-Zeelandse Kiwi-klasse korvet)
- Monssen (Amerikaanse Gleaves-klasse torpedobootjager)
- Northampton (Amerikaanse Northampton-klasse kruiser)
- Quincy (Amerikaanse New Orleans-klasse kruiser)
- Seminole (Amerikaanse Navajo-klasse zeewaardige sleepboot)
- Serpens (Amerikaanse kustwacht)
- Toa Maru (Japans militair transportschip)
- Yamatsuki Maru (Japans militair transportschip)
- Yamaura Maru (Japans militair transportschip)
- YP-284 (Amerikaans patrouilleschip)
- Yudachi (Japanse Shiratsuyu-klasse torpedojager)